# Pia Douwes

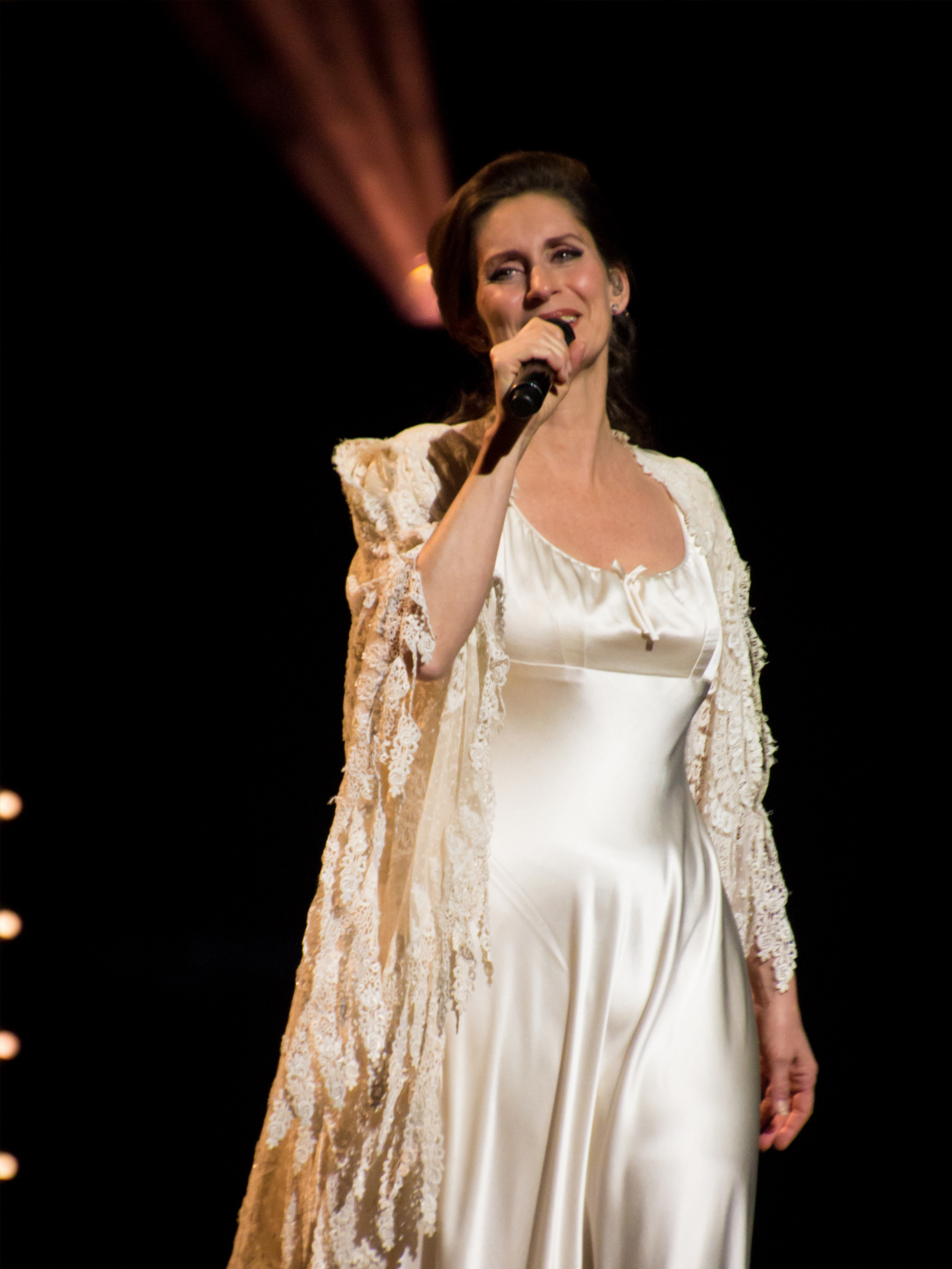
Pia Douwes

Pia Douwes (anhörenⓘ eigentlich:  Petronella Irene Allegonda Douwes; * 5. August 1964 in Amsterdam) ist eine niederländische Musicaldarstellerin, die insbesondere durch die Titelrolle im Musical Elisabeth bekannt wurde, die sie in Deutschland, Österreich und in den Niederlanden verkörperte. Internationale Bekanntheitsgrad erlangte sie als Velma Kelly im Musical Chicago (Aufführungen am Broadway, West End und in den Niederlanden). Damit zählt sie neben Ute Lemper, Anna Montanaro und Willemijn Verkaik zu den erfolgreichsten Musicaldarstellern Europas.

## Biografie
Pia Douwes wurde als Tochter eines Kunsthändlers und einer Sozialhelferin  geboren und hat drei Brüder. Im Alter von 19 Jahren wurde sie trotz fehlender Vorbildung in der Londoner Tanzschule Brooklyn School of Ballett angenommen und erhielt dort von 1983 bis 1986 eine Ausbildung als Balletttänzerin. 1984 besuchte sie in Wien einen Musicalkurs, der von Susi Nicoletti und Sam Cayne geleitet wurde.
1986 bekam sie ihre erste Rolle im Musical Little Shop of Horrors in Wien. Nach weiteren kleineren Rollen folgte 1987 mit Cats in Amsterdam die erste größere Produktion. Der Durchbruch gelang ihr 1992 mit der Hauptrolle bei der Uraufführung des Musicals Elisabeth in Wien.
Es folgten weitere Haupt- und Nebenrollen in verschiedenen Musicals und Tourneeproduktionen. Außerdem trat sie als Solistin bei Konzertveranstaltungen und Galaabenden unter anderem an der Volksoper Wien und als Interpretin von Cole-Porter-Songs auf.
2007 brachte Pia Douwes ihre erste Solo-CD mit ihrer Version der Dezemberlieder, einer von Franz Schuberts Winterreise inspirierten deutschsprachigen Erstaufnahme von Maury Yestons Liederzyklus December Songs, auf den Markt und trat in einigen Solokonzerten auf. 2008 war sie Jurymitglied in den Musical-Casting-Shows Ich Tarzan, Du Jane! (Sat.1) sowie Op zoek naar Evita (Niederlande). Inzwischen hat sie an über 25 CD-Produktionen mitgewirkt und leitet und begleitet Musical-Workshops. 2012/13 war sie in Stuttgart in der Rolle der Mrs Danvers im Musical Rebecca sehen. 2013 spielte sie in Kramer vs. Kramer in den Niederlanden. Ab dem 16. Juli 2013 verkörperte sie die weibliche Hauptrolle (Claire Zachanassian) in Der Besuch der alten Dame bei den Thunerseespiele, in Deutschland spielte Douwes in der deutschsprachigen Erstaufführung von Next to Normal in Fürth die Mutter Diana. 2014 verkörperte Douwes die Rolle der Claire Zachanassian abermals für Der Besuch der alten Dame, dieses Mal für die österreichische Erstaufführung im Wiener Ronacher. In der Spielzeit 2016/2017 trat sie an der Oper Dortmund und der Oper Bonn in der Rolle der Norma Desmond in Andrew Lloyd Webbers Sunset Boulevard auf.

## Engagements

### Musical
| Jahr              | Stück                     | Theater                            | Spielort                        | Rolle                            |
| ----------------- | ------------------------- | ---------------------------------- | ------------------------------- | -------------------------------- |
| 1986              | Little Shop of Horrors    |                                    | Wien                            | Crystal/Straßengöre              |
| 1986 – 1987       | Sammy, Mario & Dancers    |                                    | Deutschland-Tournee             | Ensemble                         |
| 1987              | Cats                      |                                    | Amsterdam                       | Grizabella, Jellylorum und Swing |
| 1988–1989         | Cats                      | Theater an der Wien                | Wien                            | Grizabella, Jellylorum, Demeter  |
| 1988              | Cats                      |                                    | Moskau-Tour                     | Grizabella, Jellylorum           |
| 1989–1990         | Adele in Casablanca       |                                    | Niederlande-Tournee             | Ensemble                         |
| 1990              | West Side Story           |                                    | Tournee Belgien und Niederlande | Maria                            |
| 1991–1992         | Les Misérables            |                                    | Amsterdam und Scheveningen      | Fantine                          |
| 09/1992 – 04/1994 | Elisabeth                 | Theater an der Wien                | Wien                            | Kaiserin Elisabeth               |
| 08/1994           | West Side Story           |                                    | Amstetten                       | Maria                            |
| 09/1994 – 01/1995 | Grease                    |                                    | Wien                            | Rizzo                            |
| Sommer 1995/1996  | Cabaret                   |                                    | Bad Hersfeld                    | Sally Bowles                     |
| 1995              | Cats                      |                                    | Tour – Wien                     | Grizabella                       |
| 1996 – 1997       | Evita                     |                                    | Tournee Niederlande             | Eva Péron                        |
| 1997              | Rocky Horror Show         |                                    | Bad Hersfeld                    | Janet                            |
| 05/1999 – 08/1999 | Chicago                   |                                    | Utrecht                         | Velma Kelly                      |
| 11/1999 – 11/2000 | Elisabeth                 |                                    | Scheveningen                    | Kaiserin Elisabeth               |
| 03/2001 – 01/2002 | Elisabeth                 | Colloseum Theater                  | Essen                           | Kaiserin Elisabeth               |
| 10/2002 – 11/2002 | Fosse                     |                                    | Tournee Niederlande             | Solistin                         |
| 03/2003 – 01/2004 | 3 Musketiere              |                                    | Rotterdam                       | Milady De Winter                 |
| 03/2004 – 04/2004 | Chicago                   |                                    | London                          | Velma Kelly                      |
| 04/2004 – 05/2004 | Chicago                   | Broadway                           | New York City                   | Velma Kelly                      |
| 08/2004 – 01/2005 | Passion                   |                                    | Tournee Niederlande und Belgien | Clara                            |
| 04/2005 – 10/2005 | 3 Musketiere              |                                    | Berlin                          | Milady De Winter                 |
| 02/2006 – 07/2006 | Chicago                   |                                    | Amsterdam                       | Velma Kelly                      |
| 07/2006 – 09/2006 | Elisabeth                 | Stage Apollo Theater               | Stuttgart                       | Kaiserin Elisabeth               |
| 11/2006 – 03/2007 | 3 Musketiere              |                                    | Stuttgart                       | Milady De Winter                 |
| 07/2007           | Cats                      |                                    | Amsterdam                       | Grizabella                       |
| 01/2008           | 3 Musketiere              |                                    | Stuttgart                       | Milady De Winter                 |
| 04/2008 – 07/2008 | Elisabeth                 | Theater des Westens                | Berlin                          | Kaiserin Elisabeth               |
| 10/2008 – 07/2009 | Sunset Boulevard          |                                    | Tournee Niederlande und Belgien | Norma Desmond                    |
| 09/2009 – 10/2009 | Chicago                   |                                    | London                          | Velma Kelly                      |
| 09/2010 – 12/2010 | We Will Rock You          |                                    | Utrecht                         | Killer Queen                     |
| 12/2011 – 01/2013 | Rebecca                   | Stage Palladium Theater            | Stuttgart                       | Mrs. Danvers                     |
| 07/2013 – 09/2013 | Der Besuch der alten Dame | Thuner Seefestspiele               | Thun                            | Claire Zachanassian              |
| 10/2013 – 11/2013 | Next to Normal            | Stadttheater Fürth                 | Fürth                           | Diana Goodman                    |
| 02/2014 – 06/2014 | Der Besuch der alten Dame | Ronacher                           | Wien                            | Claire Zachanassian              |
| 11/2014 – 11/2015 | Billy Elliot              |                                    | Den Haag                        | Mrs. Wilkinson                   |
| 04/2015 – 05/2015 | Next to Normal            | Stadttheater Fürth                 | Fürth                           | Diana Goodman                    |
| 04/2016 – 05/2016 | Next to Normal            | MuseumsQuartier                    | Wien                            | Diana Goodman                    |
| 06-2016           | Wenn Rosenblätter Fallen  |                                    | Oberhausen                      | Rose                             |
| 09/2016 – 02/2017 | Monty Python’s Spamalot   |                                    | Salzburg                        | Fee aus dem See                  |
| 10/2016 – 01/2017 | Sunset Boulevard          | Opernhaus Dortmund                 | Dortmund                        | Norma Desmond                    |
| 04/2017           | Next to Normal            | Staatsoperette Dresden             | Fürth / Dresden                 | Diana Goodman                    |
| 06/2017 – 06/2017 | Elisabeth in Concert      | Paleis Het Loo                     | Niederlande                     | Kaiserin Elisabeth               |
| 07/2017 – 09/2017 | Rebecca                   | Freilichtspiele Tecklenburg        | Tecklenburg                     | Mrs. Danvers                     |
| 09/2017 – 01/2018 | Sunset Boulevard          |                                    | Bonn                            | Norma Desmond                    |
| 05/2018 – 05/2018 | Ein wenig Farbe           |                                    | Wien                            | Helena und weitere Rollen        |
| 06/2018 – 06/2018 | Elisabeth in Concert      | Paleis Soestdijk                   | Niederlande                     | Kaiserin Elisabeth               |
| 09/2018 – 09/2018 | Ludwig²                   | Festspielhaus Füssen               | Füssen                          | Sybille Meilhaus                 |
| 11/2018 – 03/2019 | The Addams Family         |                                    | Tournee Niederlande             | Morticia Addams                  |
| 07/2019           | Elisabeth in Concert      | Schloss Schönbrunn                 | Wien                            | Kaiserin Elisabeth               |
| 09/2022 – 03/2023 | The Prom                  |                                    | Holland Tour                    | Dee Dee Allen                    |
| 10/2023 – 06/2024 | Follies                   | Hessisches Staatstheater Wiesbaden | Wiesbaden                       | Sally Durant Plummer             |
| 03/2025 – 10/2025 | Elisabeth                 |                                    | Tournee Niederlande             | Kaiserin Elisabeth               |

### Schauspiel
- 1994: Other People’s Money – Prag (als Kate Sullivan)
- 1997–1998: Jane Eyre – Tournee Niederlande (als Jane Eyre)
- 11/1998: Savanah Bay – Niederlande (als Junge Frau)
- 02/2011-05/2011: Master Class – Tournee Niederlande und Belgien (als Maria Callas)
- 11/2012-05/2013: Kramer vs. Kramer – Niederlande Tournee (als Johanna Kramer)

## TV-Auftritte
- 2005, am 31. März Volle Kanne (ZDF)
- 2008, am 16. Februar Willkommen bei Carmen Nebel (ZDF)
- 2008, 29. Februar bis 2. Mai in Ich Tarzan, Du Jane! (Sat.1)
- 2008, Musical Showstar 2008 (ZDF)
- 2012, am 17. März mit Lucy Scherer in Feste der Volksmusik in Riesa (ARD)
- 2012; am 11. Mai in SWR Landesschau aktuell Baden-Württemberg (SWR)
- 2014, am 22. März Feste der Volksmusik in Magdeburg (ARD)

## Diskografie
Niederländisch
- 1987 Cats, Cast-Album
- 1991 Les Misérables, Cast-Album
- 1992 Hier sta ik, Single
- 1995 Pocahontas, Original Soundtrack
- 1995 Evita, Cast-Album
- 1998 Pocahontas II, Original Soundtrack
- 1998 Joop van den Ende presenteert: Het beste huit de musicals, Sampler
- 1998 Chicago, Cast-Album
- 1999 Elisabeth, Cast-Album
- 1999 Mijn leven is van mij, Single
- 2000 Hoogtepunten uit de musicals, aangeboden door Persil, Sampler
- 2003 3 Musketiers, Cast-Album
- 2004 Het mooiste uit de nederlandse musicals II, Sampler
- 2004 Passion, Cast-Album
- 2005 Christmas Stories Lied Auld lang syne
- 2006 Cabaret, Cast-Album
- 2009 Sunset Boulevard, Cast-Album
- 2012 Rebecca, Cast-Album Stuttgart
- 2014 Der Besuch der alten Dame, Cast-Album Wien
- 2015 Next to Normal, Cast-Album Deutschland
- 2017 Monty Python´s Spamalot, Cast-Album Salzburg
- 2017 Die größten Musicalhits aller Zeiten, Cast-Album Deutschland Tour
- 2017 After all this time, Solo-Album
- 2018 Ein wenig Farbe, Cast-Album

Deutsch- und Englischsprachig
- 1989 It’s time to say we care, Single zu Gunsten der Aids-Gala in Wien
- 1992 Ich gehör nur mir / I belong to me, Single
- 1992 Elisabeth, Cast-Album Österreich
- 1994 Aidan Bell: Time Warp Duett: Maybe we can make it
- 1994 Grease, Cast-Album Österreich
- 1995 Living Water, Benefiz-CD
- 1995 Musical Christmas in Vienna, Sampler
- 1995 Cabaret, Cast-Album
- 1996 Stars singen Weihnachtslieder, Sampler
- 1997 Rocky Horror Show, Cast-Album
- 1997 Still in love with Musical, Live-Aufnahme
- 1997 Shades of night, Musicals go rock, Sampler
- 1998 10 für Zehn, Benefiz-CD
- 2000 The Sound of Life
- 2000 Die fantastische Welt des Musicals, Sampler
- 2000 Alles Musical, Sampler
- 2000 Hilversum Calling, Sampler
- 2001 Ernst Daniël Smit e amici: Una voce particulare Duet, Sampler – Tu Cosa Fai Stasera
- 2001 Elisabeth, Cast-Album Deutschland
- 2001 In love with musical again, Live-Aufnahme
- 2001 3 CD-Track: „Ich gehör nur mir“, Single
- 2001 Uwe Kröger: Only the best
- 2001 Uwe Kröger: Musical Moments
- 2002 10th anniversary concert Elisabeth
- 2002 Steve Barton Memorial Concert, Live-Aufnahme Wien
- 2003 Alles, Single
- 2003 Uwe Kröger: Musical Moments 2
- 2005 Die drei Musketiere, Cast-Album Deutschland
- 2005 Women only
- 2007 No Frontiers Lied Raise me up mit Andreas Bieber
- 2007 Dezemberlieder, Solo-CD
- 2008 Wenn Rosenblätter fallen (Komponist: Rory Six)
- 2008 Musical Forever
- 2008 The Count Of Monte Christo, Studio Cast-Album
- 2009 Kika
- 2010 The Songs of Charts Miller & Kevin Hammonds
- 2011 Pia’s Choice Maria Callas singt
- 2011 Frank Wildhorn & Friends – Live from Vienna
- 2012 Rebecca, Cast-Album Deutschland
- 2013 Der Besuch der alten Dame, Cast-Album Wien
- 2013 Next to Normal, Cast-Album Fürth
- 2016  Monty Python's Spamalot – Cast-Album Salzburg
- 2017 After all this time, Solo-Album
- 2017 Die größten Musicalhits aller Zeiten, Tournee
- 2018 Hollywood Dreams, Tournee
- 2018 Ein wenig Farbe, One-Woman-Musical von Rory Six
- 2019 Elisabeth, Konzertante Aufführung Open Air vor Schloss Schönbrunn, Wien

## Auszeichnungen
- 1996: Image-Award (Deutschland) für die beste weibliche Hauptrolle (Elisabeth)
- 1996: Bad Hersfelder Publikumspreis (Deutschland) für die Rolle der Sally Bowles in „Cabaret“
- 2002: John Kraaijkamp Musical Award (Niederlande) für die beste Schauspielerin im Ausland
- 2014: Musical1.de Musicalwahlen für die beste weibliche Musical-Darstellerin[3]
- 2018: Deutscher Musical Theater Preis: Ehrenpreis
- 2022: Musical Award Gala 2022 (Niederlande) Ehrenpreis